# Експозиция (фотография)
 Тази статия е за фотографския термин.  За литературния термин вижте Експозиция (литература).  
Експозиция във фотографията се нарича общото количество светлина, което достига фотографската среда (фотографски филм или сензор за изображения) по време на процеса на снимане. Експонация (експониране) е процесът на засветяване на фотографския материал.
Определянето на експозицията зависи от няколко фактора:
- Осветеност на обекта
- Отвор на диафрагмата
- Скорост на затвора (време на излагането на светлина на светлочувствителния материал)
- Чувствителност на светлочувствителния материал

Обектът, който искаме да заснемем, отразява светлина, която преминава през обектива, отвора на диафрагмата и попада върху светлочувствителния материал. За да се получи качествено изображение, тази светлина трябва да освети светлочувствителния материал за определено време. Продължителността му зависи от осветеността на заснемания обект. Ако той е по-малко осветен, трябва да се експонира по-дълго време или да се разшири отворът на диафрагмата. Съответно, ако е повече осветен, трябва да се намали отворът на диафрагмата или да се експонира за по-кратко време.
При заснемане на движещи се обекти се използва по-голям отвор на диафрагмата (за да влиза повече светлина) за сметка на по-краткото експонационно време. В противен случай, ако един движещ се обект се експонира например 3,5 секунди, снимката ще е много размазана, понеже на светлочувствителния материал ще бъде отпечатана светлината (образа) от всяко едно движение и позиция на обекта.